# Robert Sawyer Herbert
Robert Sawyer Herbert (28 janvier 1693-22 avril 1769) de Highclere, dans le Hampshire, est un homme politique britannique qui siège à la Chambre des communes pendant 46 ans de 1722 à 1768.

## Jeunesse
Il est le deuxième fils de Thomas Herbert (8e comte de Pembroke) et de son épouse Margaret Sawyer, fille de Robert Sawyer, décédé en 1692. En 1706, il hérite des domaines de sa mère et de Highclere de son grand-père maternel, qui a légué ses biens aux fils cadets à naître de sa fille. Il s'inscrit à Christ Church, Oxford, le 5 juillet 1709, à l'âge de 16 ans. Avant 1723, il épouse Mary Smith, fille de John Smith, président de la Chambre des communes.

## Carrière
Il est élu sans opposition député de Wilton lors des élections générales de 1722 pour défendre les intérêts de son père. Il est nommé valet de la chambre à George Ier en 1723. Il est de nouveau élu pour Wilton lors des Élections générales britanniques de 1727 à la suite du décès de George Ier, puis nommé commissaire aux revenus de l'Irlande en 1727. Lors des Élections générales britanniques de 1734 il est réélu, encore pour Wilton. Il est muté pour devenir Lord du commerce en 1737. Il conserve ce poste jusqu'en 1751 mais Pelham déclare plus tard "qu'il était membre du Board of Trade depuis plus de 20 ans, même si je ne crois pas qu'il y soit venu autant de fois". Il est réélu député de Wilton aux élections générales de 1741 et 1747. En 1750, il est nommé Lord Lieutenant du Wiltshire pour six ans. Il est nommé arpenteur général des terres de la Couronne par Pelham en 1751. Il est de nouveau élu pour Wilton aux élections générales de 1754 et 1761. Son activité parlementaire est très réduite. Pendant la majeure partie de sa carrière, il occupe des postes mineurs au sein du gouvernement et a voté pour tous les gouvernements successifs. Rockingham l'a classé en novembre 1766 comme étant prêt à servir toute administration.
Il est décédé le 25 avril 1769. Ses frères, l'hon. Nicholas, Thomas et William Herbert (officier) sont également députés. Il laisse Highclere à son neveu Henry Herbert (1er comte de Carnarvon), fils de son frère William.